# Federação Gaúcha de Badminton
A Federação Gaúcha de Badminton (FGB) é a entidade máxima do badminton no estado do Rio Grande do Sul.

## História
O badminton foi levado ao Rio Grande do Sul em 1994, por intermédio do indonésio Bujung Witarsa. O esporte foi primeiramente praticado na Academia Alternativo Espaço de Expressão, de propriedade de Vera Mastrascusa, a qual fundou, em julho de 1997, a Federação Gaúcha de Badminton.
Vera é atualmente presidente da entidade e treinadora da Seleção Brasileira Feminina de Badminton. 